# Star de père en fille
Pour plus de détails, voir Fiche technique et Distribution.
Star de père en fille ou Je serai toujours là au Québec (I'll Be There en langue originale) est un film américano-britannique réalisé par Craig Ferguson, sorti en 2003.

## Fiche technique
- Titre original : I'll Be There
- Titre français : Star de père en fille
- Réalisation : Craig Ferguson
- Scénario : Craig Ferguson et Philip McGrade
- Photographie : Ian Wilson
- Montage : Sheldon Kahn (en)
- Musique : Trevor Jones
- Production : James G. Robinson
- Pays d'origine : États-Unis et Royaume-Uni
- Format : Couleurs - 1,85:1 - Mono
- Genre : Comédie
- Durée : 105 minutes
- Date de sortie : 2003

## Distribution
- Craig Ferguson (VQ : Daniel Picard) : Paul Kerr
- Charlotte Church (VQ : Karine Vanasse) : Olivia Edmonds
- Jemma Redgrave (VQ : Élise Bertrand) : Rebecca Edmonds
- Ralph Brown (VQ : Jean-Marie Moncelet) : Digger
- Ian McNeice (VQ : Michel M. Lapointe) : Graham
- Imelda Staunton (VQ : Johanne Garneau) : Dr Bridget
- Anthony Stewart Head (VQ : Jacques Lavallée) : Sam Gervasi
- Joss Ackland (VQ : Vincent Davy) : Evil Edmonds - The BeeLzeeBOPS
- Joseph Alessi (VQ : Jacques Lussier) : Enzo
- Marion Bailey : Mary
- Dominic Cooper : le petit ami
- Danny Webb : Denny Wise
- Poppy Elliott : la petite amie
- Stephen Noonan (VQ : Carl Béchard) : Gordano (alias Steve Noonan)
- Ravi Aujla : Dr Nahar
- Tom Ellis : Ivor
- Phyllida Law : Mme Williams

 Source : version québécoise (VQ) sur Doublage.qc.ca